# Las (fleuve)
 (juillet 2022).
Motif : non encyclopédique, à sourcer, informations approximatives. De larges passages reprennent la publication « Le Las, Une Rivière dans la Ville »
Dardennes
Pour les articles homonymes, voir Las.
Le Las est un petit fleuve côtier du département du Var, en région Provence-Alpes-Côte d'Azur, long d'une douzaine de kilomètres. Il est situé sur le territoire des communes du Revest-les-Eaux et de Toulon, où il est en grande partie recouvert, et se jette dans la rade de Toulon.

## Présentation

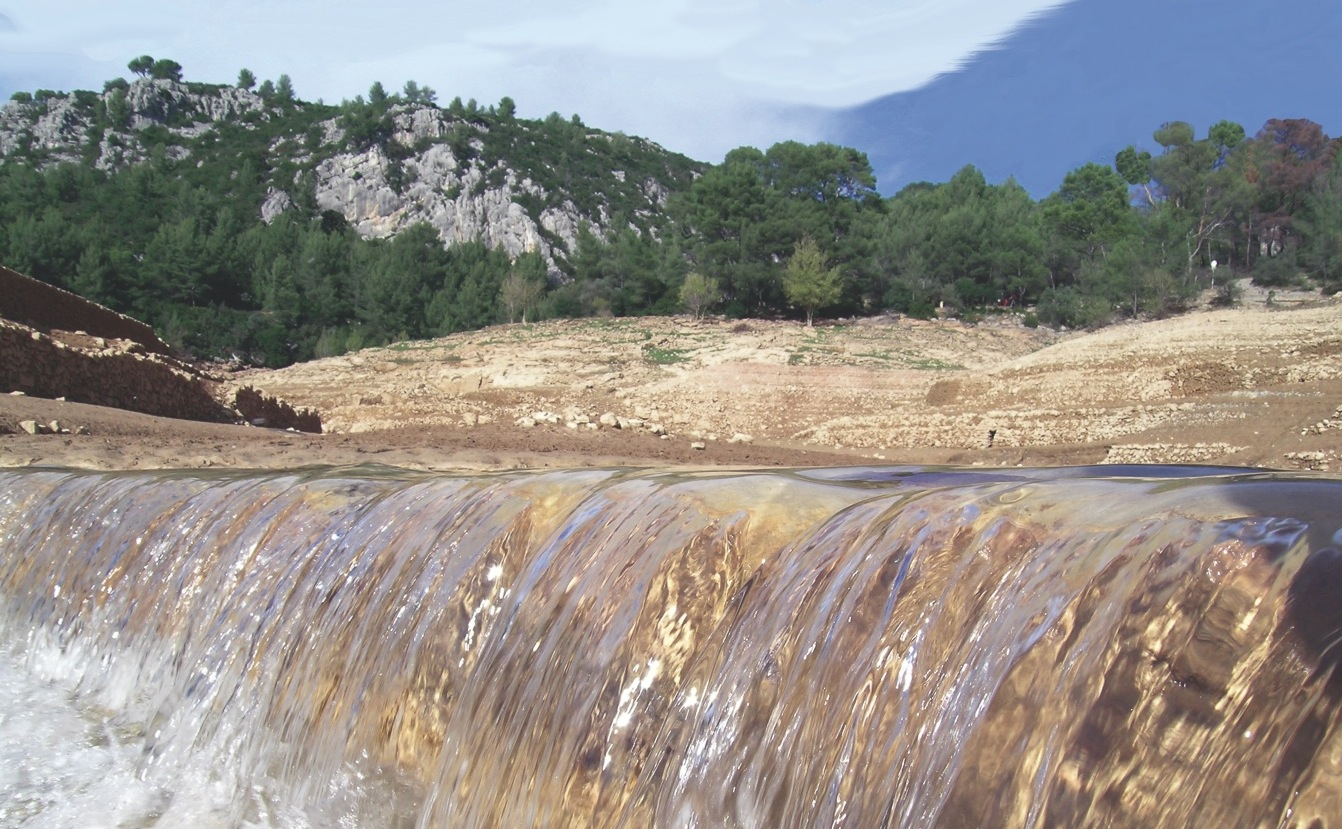
Sources du Las.

Plusieurs sources donnaient jadis naissance au cours d’eau du Las ou de Dardennes. Elles s’épanchaient au pied du village du Revest, dominé par le mont Caume, puis allaient se jeter à la mer au fond de la petite rade de Toulon.
Aujourd’hui, le Las est un petit fleuve côtier qui prend sa source dans le lac du Revest, lui-même alimenté par les sources du Ragas. Le Ragas, situé quelques centaines de mètres en amont, fait office de regard sur la nappe d’eau qui alimente ces sources. Quelques jours par an, après les fortes pluies d’automne et de printemps, les conduits souterrains de l’aval devenant trop étroits pour tout absorber, les flots tumultueux remontent dans le Ragas pour exsurger. Les mesures effectuées au déversoir du barrage ont permis de constater des crues allant jusqu’à 60 voire 80 m3/s. Le barrage proprement dit est de type barrage-poids, en maçonnerie de moellons et mortier de chaux hydraulique. Il forme un arc de cercle et mesure 175 m de long. La hauteur totale de l’ouvrage, au-dessus de la risberme (cote 91,4 m) atteint 33,6 m et la charge d’eau effective (lorsque la retenue est à la cote maximale de 123 m) est de 31,60 m. La retenue forme un lac de 200 à 300 m de large sur 600 m de long pour une capacité de 1 100 000 m3/s. Un déversoir latéral long de 105 m et arasé à la cote 123 m, permet l’écoulement des crues d’environ 117 m3/s, quand l’eau est à ras du barrage (Cote 125 m) vers le « canal des fuites ». Celui-ci fait suite à deux rapides maçonnés qui amènent l’eau en aval, dans le lit de la rivière. Un fossé, dit « fossé de colature » ceinture le barrage et permet de récupérer les eaux de ruissellement. Il a été construit à la cote 127 (au fond de la vallée) avec une pente moyenne de 5 millimètres par mètre. Sur la rive droite, il débouche dans le canal de fuite et en rive gauche, rejoint le lit de la rivière par un rapide maçonné. Ce fossé permet d’éviter la pollution de la retenue par les eaux superficielles (mis à part dans le Vallon du Ragas où le canal n’est pas présent).
Lors des fortes pluies, la retenue reçoit les eaux des sources du Ragas, mais aussi des vallons suivants :
- le ravin du Cierge et des Olivières, affluents en rive gauche au thalweg du Ragas,
- le ravin du Ragas, affluent en rive droite au thalweg du Ragas,
- le ravin de Fiéraquet, débouche dans le fossé de colature de la retenue en rive droite,
- le ravin des Baumettes débouche dans le fossé de colature de la retenue. Le fossé de colature donne un débit de 200 l/s en moyenne lors des fortes pluies.

## Le fleuve
Le Las, principal cours d’eau de l’ouest toulonnais, achemine ses eaux jusqu’à la rade de Toulon après un parcours de 12 km.
Tantôt naturel, tantôt artificiel, il peut être découpé en quatre zones distinctes :
- la rivière de Dardennes (de la rtenue à Dardennes),
- le Las (de Dardennes au Jonquet),
- la Rivière Couverte (du Jonquet au Pont Neuf),
- la Rivière Neuve (du Pont Neuf à Lagoubran).

Il s’écoule dans la direction nord-est/sud-ouest et traverse une zone rurale, mais aussi une zone fortement urbanisée.

### La rivière de Dardennes de la retenue au hameau de Dardennes

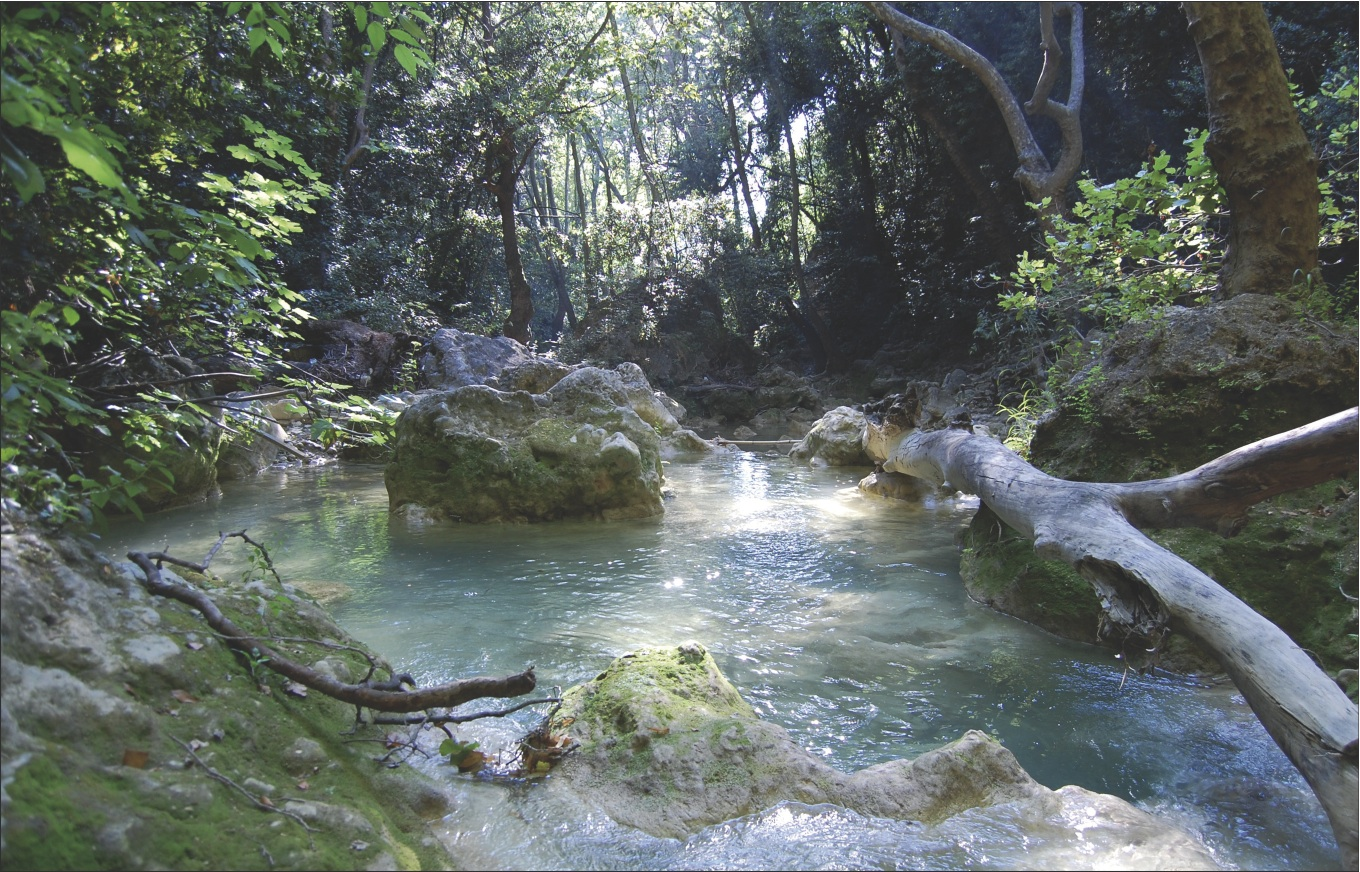
La rivière de Dardennes.

La rivière traverse une zone industrielle (rive droite). L’ensemble du lit est colmaté par une croûte calcaire. Proviendrait-elle du lavage des filtres de la station de traitement des eaux de la retenue ? De la retenue des « Trois Martelières » au hameau de Dardennes, la rivière retrouve son aspect naturel, glissant par percolation sur les strates et blocs calcaires. Bordée par d’imposantes falaises, à la ripisylve sauvage et dantesque, l’eau, couleur émeraude, circule lentement entre les différentes vasques naturelles. Une petite cascade donne sur la fameuse et historique Salle Verte, grand bassin où Toulonnais et riverains se baignent en été. Plus en aval, de vieilles pompes rappellent l’antique prospérité de la vallée. Plus loin, l’eau est déviée au niveau du seuil de Dardennes au profit du vieux Béal qui jadis participait à l’alimentation en eau pour les industries et l’agriculture toulonnaise.
En rive gauche, aboutit le vallon de la Ripelle ou des Argéries drainant les eaux de ruissellement pour partie des collines de Tourris et du mont Faron.

### Le Las du hameau de Dardennes au Jonquet
Le Las est intimement lié au climat méditerranéen.
Selon les saisons, son eau est entièrement captée par la prise d’eau du Béal. Cela implique, en aval, en période d’étiage estival ou hivernal des zones d’assecs qui entraînent une réduction drastique des zones de survie pour la faune aquatique. Mais les fuites du Béal vont permettre à la rivière de vivre sur de faibles portions entre Dardennes et le pont de la place Louis Charry (le canal longe le cours d’eau). Ainsi de véritables niches écologiques voient le jour.
À la hauteur de l’école des Moineaux de l’Hermitage, l’eau sourd dans le lit de la rivière, s’écoulant doucement entre béton et calcaire.
Grossi par les eaux de la Baume de Dardennes, le Las traverse des zones profondes (Jardin du Las) et s’engouffre sous la route dite de la « Rivière Couverte ».
Au pied du mont Faron, la source de Saint-Antoine résurge (resurgit). Celle-ci, comme les sources du Ragas est captée depuis longtemps pour alimenter une partie de l’agglomération toulonnaise. Avec la Baume de Dardennes qui lui fait face, elle contribue à l’alimentation de la rivière.
Plusieurs vallons viennent alimenter le Las entre Dardennes et le Jonquet :
- les ravins de Malvallon et de Fontanieu, drainent en partie les eaux de ruissellement du mont Caume (Est) et des zones imperméabilisées du village du Revest.
- Le val d’Aigues-Pardiguier, drainant les eaux du Corps de Garde et de l’ouest du mont Caume.

### La Rivière Neuve du Jonquet à Lagoubran.

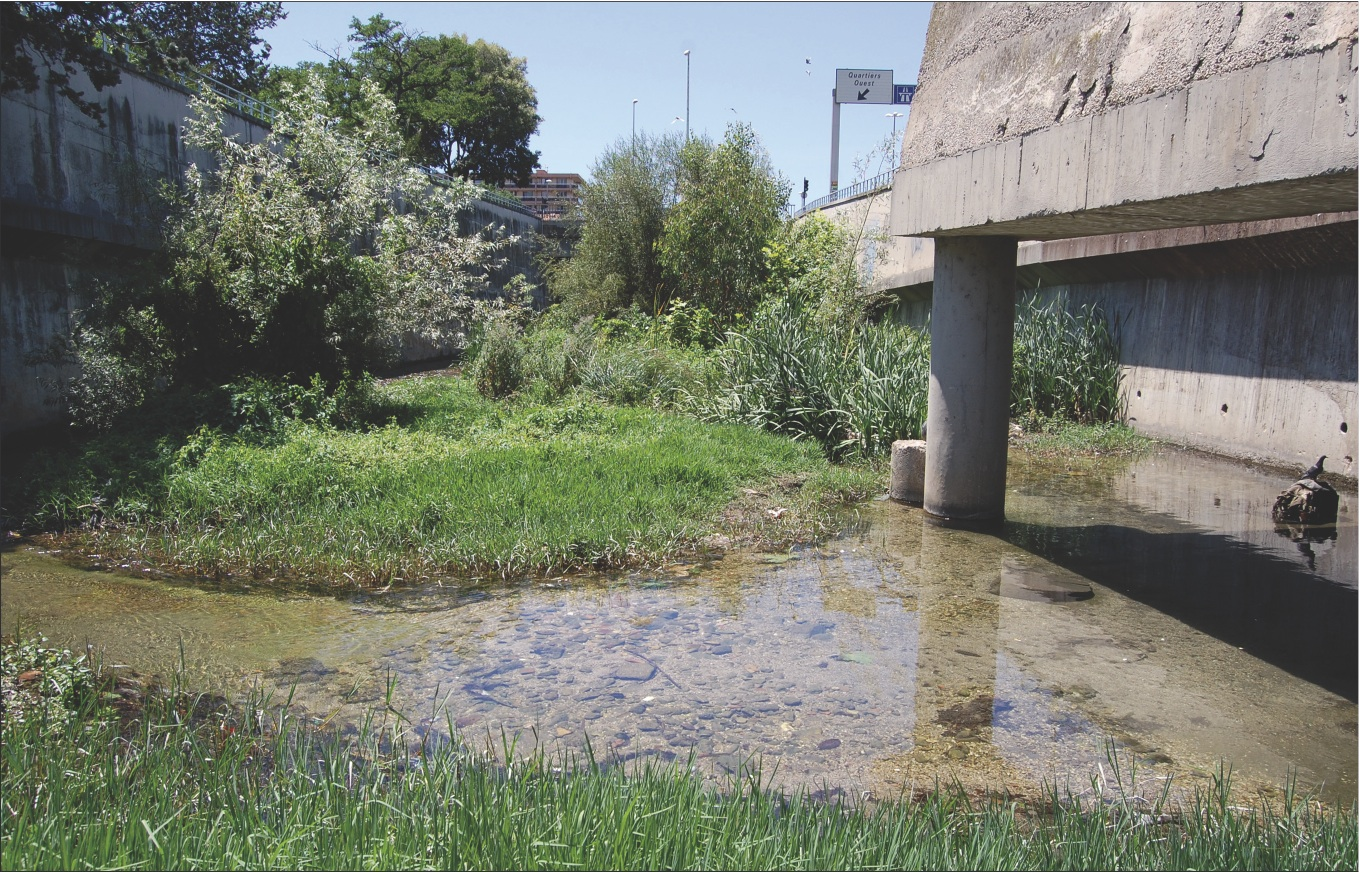
La Rivière Neuve.

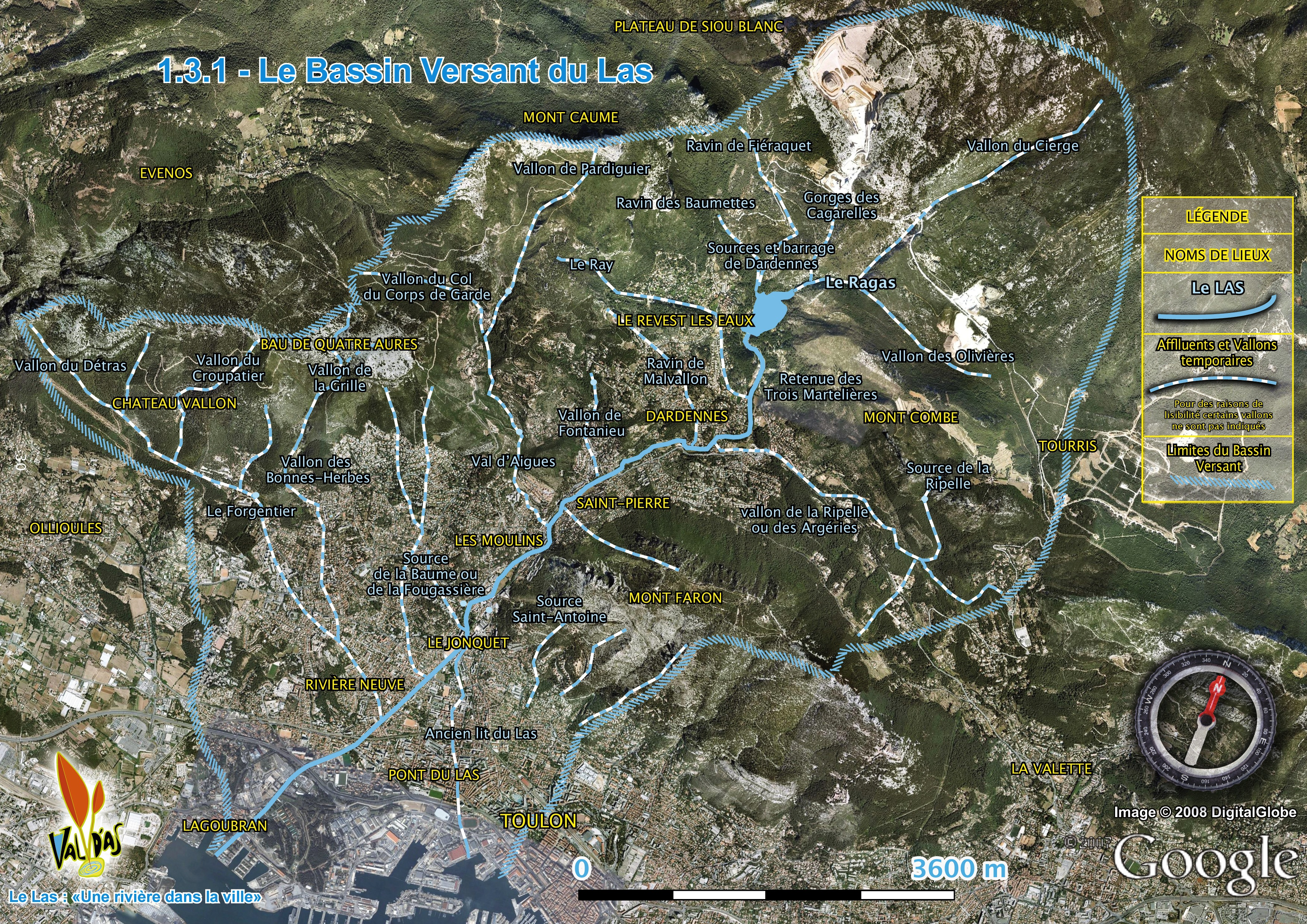
Bassin versant du Las.

La partie souterraine de la Rivière Neuve que l’on nomme « rivière couverte » est sans intérêt, mise à part pour la circulation des espèces qui devrait-être améliorée.
Elle débute au Jonquet (Jardin du Las) et aboutit au Pont Neuf, elle fut couverte et bétonnée dans les années 1970-1980 afin de faciliter la circulation routière.
L’excédent des eaux de la source de Saint-Antoine permet de gonfler le débit et de redonner à la rivière un aspect hydrique satisfaisant.
Deux vallons débouchent dans cette portion, il s’agit du Forgentier, qui draine les eaux de ruissellement des collines du Baou et du Croupatier et celui de l’avenue Clovis-Hugues. C’est également dans cette portion qu’arrivent en majorité les ruissellements urbains lors des fortes pluies tel que les eaux des Quatre Chemins des Routes et celles du vallon des Bonnes Herbes.
Entre le pont Neuf et le pont des Gaux, l’eau circule sur un sol bétonné avec çà et là quelques arbustes et herbacées. Un pluvial débouche en rive droite juste avant la cascade du pont des Gaux.
Entre le Pont des Gaux et la Pyrotechnie maritime, le débit change, ainsi que la géologie. L’eau quitte  le socle en béton pour couler à nouveau sur un socle calcaire. La végétation change également avec une ripisylve plus variée et abondante.
Il faut noter la présence de trous d’eaux (cascade des Gaux) et d’un énorme bassin au niveau des entrepôts du service de ramassage des déchets. Ceux-ci permettent à la vie aquatique de se développer. La rivière continue à couler, en eau profonde jusqu’au dégrilleur de l’Arsenal. Un large pluvial se jette en rive droite, un filet d’eau coule en continu avec une forte odeur nauséabonde et une couleur douteuse.
Le lit originel du Las que l’on nomme « ancien lit du Las » existe encore aujourd’hui. Il permet de drainer les eaux superficielles des quartiers du Jonquet et de Rodeilhac. Canalisé et busé à partir de Rodeilhac, il traverse en souterrain le Pont-du-Las et l’Arsenal, pour déboucher en mer près de la darse de Castigneau.